# Contre (bridge)
Au bridge, le contre est une déclaration pouvant être faite pendant la phase des enchères lorsque la dernière déclaration autre que passe est une enchère faite par un des adversaires.

## Influence sur la marque
Si à la fin des enchères, la dernière déclaration autre que passe est un contre, le contrat final est alors contré. Un contrat contré compte pour plus de points qu'un contrat non contré (voir Marque du bridge).

## Procédure en compétition
En l'absence de bidding box, la seule manière correcte de contrer consiste à énoncer le seul mot 'Contre'.
Le code régit également la marche à suivre au cas où un joueur aurait malencontreusement annoncé un contre à un moment inadéquat soit parce que ce n'était pas son tour de parole soit parce que la dernière déclaration autre que passe n'était pas une enchère faite par un adversaire.
De plus, un contre annoncé avec un maniérisme appuyé soumet son partenaire à la loi 16B:
Quand un joueur rend perceptible à son partenaire une information illicite pouvant suggérer une déclaration ou un jeu, celui-ci n’est pas autorisé, parmi les différentes alternatives logiques d’actions, à en choisir une plutôt qu’une autre qui aurait pu, manifestement, avoir été suggérée par cette information illicite.
Dans les compétitions sous l'égide de la Fédération royale belge de bridge, il est interdit d'alerter un contre alors que dans les compétitions sous l'égide de la Fédération française de bridge, les contres doivent être alertés lorsque leur signification est inusuelle.

## Types de contre
Selon la dernière enchère faite mais également parfois la séquence complète des annonces, les vulnérabilités de chaque équipe et le système d'enchères utilisé, le contre peut prendre une signification différente.
En pratique, il existe un nombre restreint de significations assez standardisées (types de contre) que l'on rencontrera régulièrement à la table.
Il est conseillé à chaque paire de partenaires de définir dans quelles circonstances le contre sera de tel ou tel type. Cet accord, comme toute autre accord, ne peut naturellement pas être secret ni être changé en cours de donne (hormis dans quelques cas exceptionnels). Il est d'ailleurs généralement requis en compétition de mettre cela par écrit sur la feuille de conventions.
Un contre mal compris par le partenaire engendrera souvent un très mauvais résultat.
Les différents exemples donnés ci-dessous sont assez classiques mais rien n'empêche à une paire de donner au contre une signification légèrement ou complètement différente dans les séquence décrites.

### Contre punitif
Dans sa forme la plus naturelle, le contre envoie le message suivant "Partenaire, je pense que ce contrat ne va pas réussir et je te suggère fortement de laisser nos adversaires le jouer". Ce contre est appelé punitif ou parfois business. Il est plus fréquent en tournoi par paires qu'en duplicate, car le risque est plus limité pour le contreur : au pire, il fait un "zéro" sur la donne, alors qu'en duplicate il peut perdre un paquet d'IMP. Le contre punitif se pratique le plus souvent sur des contrats de défense, c'est-à-dire des contrats dont la chute est très probable mais coûtera moins au camp concerné que si le camp contreur réalise son contrat. Exemple :
| Nord | Est | Sud   | Ouest |
| ---- | --- | ----- | ----- |
|      | 1♥  | 1♠    | 2♠    |
| 4♠   | X   | Passe | ?     |
| 1.   |     |       |       |

Ici, Est sait que son camp a tous les points pour faire au moins la manche, peut-être un chelem, et que Nord fait un barrage faible conforme à la Loi des levées totales, c'est-à dire avec probablement un fit 5-5, qui va chuter. Est a toutefois tout juste l'ouverture, et veut prévenir son partenaire que le contrat de 5♥ va peut-être chuter. Ouest va alors généralement passer, le contre étant punitif. Si Est avait passé, Ouest aurait le choix entre contrer punitif et poursuivre les annonces à ♥, mais n'aurait pas dû passer !
Il implique généralement (mais pas toujours) d'être disposé à également contrer tout autre contrat dans lequel les adversaires pourraient chercher à se réfugier. Pour cette raison, le contre se pratique rarement sur des chelems à l'atout (autres qu'en défense), car le camp fort aura une information sur la mauvaise répartition des atouts qui l'aidera à déclarer un chelem à une autre couleur ou à SA.

### Contre d'appel
À l'inverse, le contre d'appel montre un désir de ne pas laisser jouer les adversaires.

#### Circonstances du contre d'appel de l'ouverture
Sur une ouverture à la couleur au palier de 1, il promet généralement une des mains suivantes :
- Mains irrégulières ou semi-régulières :
  - Main de 12H (points d'honneur) ou plus et courte dans la ou les couleurs promises par les adversaires avec en principe au moins 3 cartes dans chacune des autres couleurs (surtout si elles sont majeures).
  - Main unicolore trop forte pour intervenir naturellement (16+H).
  - Main très forte (19+H) : c'est le contre toute distribution.

- Mais régulières ou sans majeure 5ème, trop fortes pour l'intervention de 1SA (16-18H) : ce sont les mains de 19 H ou plus.

Derrière une ouverture à un niveau plus élevé, le contre d'appel requiert une meilleure main légèrement plus forte que 12 H.

#### Réponses au contre d'appel
Le partenaire du contreur doit répondre. Dans le SEF, les paliers sont :
- 0 à 7 points H : nouvelle couleur sans saut, en général la plus longue de sa main, en donnant la priorité à la majeure
- 8 à 10 H : couleur à saut
- 11 H et plus : cue-bid

Exemple:
| Nord | Est | Sud   | Ouest |
| ---- | --- | ----- | ----- |
| 1♥   | X   | Passe | ?     |

 Nous donnons ci-après les réponses possibles d'Ouest avec 3 types de mains :
| main de 0 H |            |
| ♠           | 9 8 7 3    |
| ♥           | 8 2        |
| ♦           | 10 9       |
| ♣           | 10 9 8 5 3 |

 Dans cet exemple, Ouest répondra soit 2♣ (couleur la plus longue), soit 1♠ (la majeure non déclarée par les adversaires). Beaucoup de joueurs préfèrent répondre la majeure si elle est au moins 4ème, donc ici 1♠.
| main de 8 H |         |
| ♠           | R 8 7 3 |
| ♥           | 8 3 2   |
| ♦           | V 9     |
| ♣           | A 9 8 5 |

 Avec cette main, quoique la couleur ne soit que 4ème, Ouest doit répondre 2♠  afin de montrer qu'il a 8 à 10 points H.
| main de 11 H |         |
| ♠            | R 8 7 3 |
| ♥            | 8 3 2   |
| ♦            | R 9     |
| ♣            | A V 8 5 |

 Avec 11H  et plus, Ouest doit cue-bidder afin de montrer sa force. Dans cet exemple, il dit 2♥, enchère artificielle forcing. Au prochain tour, Ouest indiquera son soutien à ♠ : soutien différé, forcing de manche.

#### Redemandes du joueur ayant contré
Jusqu'à 17HL, le joueur ayant contré passe. Avec une force supérieure, il fait une tentative de manche en soutenant son partenaire avec ou sans saut, ou bien il déclare une nouvelle couleur, ou un cue-bid.
Avec une main régulière de 19-20HL et l'arrêt dans la couleur de l'adversaire, il annonce SA au minimum ; à partir de 21HL, il annonce SA avec saut.

### Contre de réveil
Cas particulier de contre d'appel fait après deux passe consécutifs.
Sur une ouverture à la couleur au palier de 1, il promet généralement :
- Soit une main de 8 points d'honneur ou plus, courte dans la couleur des adversaires, et soutien dans les couleurs restantes,
- Soit une main de 13 H ou plus, sans condition de répartition

Avec une main régulière de 10 à 13H et l'arrêt dans la couleur adverse, le réveil de 1SA est conseillé.
Tous ces seuils doivent être majorés de 2 points lorsque le contre de réveil intervient après une ouverture de barrage au niveau de 2.
Exemple:
| Nord | Est   | Sud   | Ouest |
| ---- | ----- | ----- | ----- |
| 1♥   | Passe | Passe | X     |

 Mains possibles d'Ouest :
| Jeu distribué de 8 H |          |
| ♠                    | R 8 7 3  |
| ♥                    | 2        |
| ♦                    | 10 9 8 5 |
| ♣                    | R D 10 8 |

| Jeu semi-régulier de 13 H |          |
| ♠                         | V 7 3    |
| ♥                         | 10 9     |
| ♦                         | A R 8 5  |
| ♣                         | R D 10 8 |

Le partenaire du contreur doit répondre comme sur un contre d'appel, toutefois avec des seuils plus élevés de 2 à 3 points H environ.

### Contre optionnel
Contre intermédiaire entre le contre d'appel et le contre punitif.
Exemple:
| Nord | Est | Sud | Ouest |
| ---- | --- | --- | ----- |
|      | 4♥  | X   |       |
| 1.   |     |     |       |

Certaines paires jouent le contre optionnel dans cette séquence. Le contreur doit dès lors posséder une main pouvant raisonnablement jouer un contrat supérieur à 4♥ (typiquement 4♠).

### Contre Indicatif
Contre posé après une enchère conventionnelle pour indiquer au partenaire que l'on est fort et long dans la couleur contrée.
Il est utilisé pour couvrir un ou deux des besoins suivants :
- Inviter le partenaire à entamer la couleur contrée.
- Proposer au partenaire de défendre dans un contrat dans cette couleur si d'aventure il est lui aussi long dans cette couleur et possède une main propice à la défense.

Exemple:
| Nord | Est | Sud | Ouest |
| ---- | --- | --- | ----- |
|      |     | 1SA | Passe |
| 2♦   | X   |     |       |
| 1.   |     |     |       |

Dans cet exemple, ♦ est une couleur artificielle. Le contre indique une bonne tenue dans cette couleur. Le partenaire est invité à surenchérir ♦ si besoin, ou bien d'entamer carreau le cas échéant.

### Contre Lightner
Contre demandant au partenaire de faire une entame autre que l'entame 'normale'. Les contres de chelem sont généralement des contres Lightner.
Exemple:
| Nord     | Est   | Sud   | Ouest |
| -------- | ----- | ----- | ----- |
| 1♥       | Passe | 2♣    | Passe |
| 2♠       | Passe | 3♠    | Passe |
| 4SA      | Passe | 5♥    | Passe |
| 6♠       | Passe | Passe | X     |
| 1. 2. 3. |       |       |       |

L'entame « normale » étant carreau (la seule couleur non annoncée), le contre demande ici une autre entame. Le contreur possède probablement une chicane à ♥ ou ♣ et son partenaire va devoir deviner au vu de sa propre main quelle chicane est la plus probable chez le contreur.

### Contre négatif
Inventé par Alvin L. Roth (en) en 1957, le contre négatif est un contre d'appel du répondant lorsque l'ouverture est immédiatement suivie d'une intervention adverse ; il signifie généralement que l'on supporte les autres couleurs (surtout si elles sont majeures) et que l'on possède quelques valeurs.
Exemple:
| Nord | Est | Sud | Ouest |
| ---- | --- | --- | ----- |
| 1♣   | 1♦  | X   |       |

Selon l'agrément de certaines paires, le contre promettra ici les deux majeures au moins quatrièmes.
Pour d'autres, il promettra exactement 4 cartes à cœur et moins de 5 piques.
En France, l'expression contre négatif tend à être remplacée par contre spoutnik.

### Spoutnik (simple)
À l'origine le contre spoutnik désignait la même chose que le contre négatif. Aujourd'hui, en France, le spoutnik simple désigne une convention précise :
un contre posé après une ouverture de 1♣ ou 1♦ du partenaire suivie immédiatement d'une intervention naturelle adverse à 1♦, 1♥ ou 1♠.
Il promet normalement ceci :
- Au moins 4 cartes dans la première couleur majeure non-annoncée et au moins 7-8 points d'honneur.
- ET pas de quoi annoncer cette couleur au palier de 2.
- ET pas 5 cartes dans cette couleur si cette couleur est encore disponible au palier de 1. (C'est-à-dire si l'intervention adverse est de 1♦ ou 1♥.)

Exemple:
| Nord | Est | Sud | Ouest |
| ---- | --- | --- | ----- |
|      | 1♦  | 1♠  | X     |

Le contre promet ici soit exactement 4 cartes à cœur et au moins 7-8 points, soit 5 cartes à cœur et environ de 7 à 10 points d'honneur. Le tout sans avoir d'autre enchère plus descriptive à disposition.

### Spoutnik généralisé
Après une ouverture à 1♦ du partenaire et une intervention à 2♣ :
Contrez Spoutnik avec 8-9 à 11H et :
- Les deux majeures quatrièmes.
- Une majeure quatrième et le fit à Carreau.
- Une majeure quatrième et un arrêt à Trèfle.
- Une majeure cinquième, de préférence les Piques (7 à 10H).

12H+ et :
Mais ne contrez pas avec une seule majeure quatrième (dans la zone 8-11) sans redemande satisfaisante si l'ouvreur n'est pas fitté.

### (Sur)Contre Rosenkranz
Inventé par George  Rosenkranz, ce contre ou surcontre promet un gros honneur dans la couleur d'intervention du partenaire.
Il s'applique historiquement dans la séquence suivante:
1. L'adversaire de gauche a ouvert au palier de 1.
2. Le partenaire est intervenu au palier de 1.
3. L'adversaire de droite a parlé avec :
  - un contre d'appel (cas du surcontre Rosenkranz)
  - ou une enchère inférieure à l'enchère au palier de 2 de la couleur du partenaire
  - ou un cue-bid au palier de 2 de la couleur du partenaire.

Beaucoup de paires ne le jouent que dans certains des cas décrits ci-dessus.
Il promet selon les cas et l'agrément de la paire un gros honneur dans la couleur du partenaire et:
- Un fit de 3 cartes. (signification la plus commune)
- Au moins deux cartes dans la couleur du partenaire.
- Exactement deux cartes dans la couleur du partenaire.

Exemple standard:
| Nord | Est | Sud | Ouest |
| ---- | --- | --- | ----- |
| 1♦   | 1♥  | 2♥  | X     |
| 1.   |     |     |       |

Comme pour beaucoup de conventions, il est possible d'en appliquer le principe à d'autres situations que celles initialement prévues par l'inventeur de la convention.
Exemple non-standard:
| Nord | Est | Sud | Ouest |
| ---- | --- | --- | ----- |
| 1♣   | 1♦  | 1♥  | 2♦    |
| X    |     |     |       |
| 1.   |     |     |       |

Nord-Sud pourrait raisonnablement définir ce contre comme étant Rosenkranz à condition d'assumer les inférences suivantes :
- Si l'ouvreur (ici Nord) passe au lieu de contrer, le répondant (sud) doit reparler s'il a plus de 10 points. (En supposant que Nord est obligé de passer s'il a 14-15 points sans remplir les conditions de ce Rosenkranz atypique.)
- Si l'ouvreur (Nord) possède une main 3-2-3-5 de 18 à 19 points sans honneur cœur (avec 15 à 17 il aurait ouvert de 1SA) et sans arrêt carreau, il doit inventer une déclaration et soit faire comme s'il avait 6 cartes à trèfles, ou comme s'il avait l'arrêt carreau (dangereux) ou comme s'il possédait 4 cartes à pique (dangereux) ou contrer malgré tout...

### (Sur)Contre de soutien

#### Par l'ouvreur
Souvent désigné par son nom anglais Support Double, il a été inventé par Eric Rodwell (en). Ce contre est généralement utilisé par l'ouvreur lors d'enchères compétitives pour montrer qu'il possède exactement le nombre de cartes nécessaire (généralement 3) pour avoir un fit de 7 cartes dans la couleur du partenaire.
Exemple de contre de soutien:
| Nord  | Est | Sud   | Ouest |
| ----- | --- | ----- | ----- |
| Passe | 1♣  | Passe | 1♥    |
| 1♠    | X   | Passe | 1SA   |

Le contre de Est promet exactement 3 cartes à cœur. La réponse à 1SA montre que Ouest ne possède probablement ici que 4 cartes à cœur.
Exemple de surcontre de soutien:
| Nord  | Est | Sud   | Ouest |
| ----- | --- | ----- | ----- |
| Passe | 1♦  | Passe | 1♠    |
| X     | XX  |       |       |

#### Par le partenaire de l'ouvreur
Dans le SEF, le surcontre de soutien d'une couleur de l'ouvreur indique une force d'au moins 10 H. Il a un double objectif :
- punitif pour les adversaires, avec menace de punir toute autre enchère des adversaires,
- préparer une nouvelle enchère forcing d'annonce d'une nouvelle couleur, ou bien une enchère de soutien du partenaire en tentative de manche.

Exemple de surcontre de soutien d'une couleur de l'ouvreur :
| Nord | Est | Sud | Ouest |
| ---- | --- | --- | ----- |
| ♥    | X   | XX  |       |

Exemple de main du surcontreur : 
| Sud |           |
| ♠   | 8 7 3     |
| ♥   | 2         |
| ♦   | D V 10 9  |
| ♣   | A R 8 5 3 |

## Contres spécifiques
En plus des différents types de contres 'tout-terrain' décrits ci-dessus, il est souvent souhaitable de définir la signification du contre lorsque l'adversaire intervient au milieu d'une séquence conventionnelle ou lorsque l'adversaire a fait une enchère artificielle entamant une séquence conventionnelle.

### Contres sur 1SA
Le contre classique et conservateur d'une ouverture de 1SA fort promet une belle main avec une couleur affranchissable ou une main vraiment très forte ce qui n'arrive que rarement.
Comme les réponses à une ouverture de 1SA sont bien codifiées et généralement plutôt efficaces pour trouver le fit et jouer le contrat de la bonne main, un certain nombre de conventions ont été inventées pour tenter de mettre des bâtons dans les roues du camp de l'ouvreur. Ces systèmes d'intervention sur 1SA donnent une signification conventionnelle à toute une série de déclarations dont le contre.
| Nord  | Est | Sud | Ouest |
| ----- | --- | --- | ----- |
| Passe | 1SA | X   |       |
| 1.    |     |     |       |

- Si Nord-Sud ne jouent rien de particulier :
  - Au moins 16 points (variable selon les paires), probablement avec une couleur affranchissable.
- Si Nord-Sud jouent le « DONT » (Disturb Opponents' No Trump) :
  - Une couleur de 6 cartes. Le partenaire doit relayer à 2♣.
- Si Nord-Sud jouent le « Meckwell » :
  - Une couleur mineure longue ou les deux majeures. Le partenaire doit relayer à 2♣.
- Si Nord-Sud jouent le « Meyerson » :
  - Bicolore au moins 5-4 avec une couleur mineure longue et une couleur majeur longue.

Le contre Landy sur une ouverture d'1SA montre 9 cartes en majeure (généralement 5-4) et au moins 9H. Les réponses sont un relais à 2T au plus 3-2 ou un relais à 2K au moins 3-3 en majeure.

### Autres conventions
Il s'agit de contres utilisables lorsque l'adversaire intervient sur notre enchère de demande d'as ou de clefs. Leurs noms sont des acronymes mnémotechniques en anglais :
- DOPI: 'Double 0, Pass 1' : Contre indique 0 As (clefs), Pass en indique 1
- DOPE: 'Double Odd, Pass Even' : Contre indique un nombre impair d'as (clefs), Pass indique un nombre pair
- DEPO: 'Double Even, Pass Odd' : Contre indique un nombre pair d'as (clefs), Pass indique un nombre impair

| Nord  | Est | Sud | Ouest |
| ----- | --- | --- | ----- |
| 3♥    | X   | 4♥  | 4♠    |
| Passe | 4SA | 5♥  | X     |
| 1. 2. |     |     |       |

En 'DEPO', le deuxième contre montre 0, 2 ou 4 As.

## Distinguer entre un contre d'appel/réveil et un contre punitif
Même les joueurs expérimentés peuvent se méprendre sur la signification du contre de leur partenaire, en croyant que c'est un contre d'appel ou de réveil alors qu'il était punitif, et vice-versa. Voici quelques règles pour y voir clair dans la plupart des cas, en l'absence de conventions contraires entre les partenaires.
- Si le joueur avait la possibilité de faire un contre d'appel à un palier inférieur, et que les enchères ne lui ont pas apporté de nouvelles informations, le contre est punitif.

Exemple :
| Nord                 | Est | Sud   | Ouest     |
| -------------------- | --- | ----- | --------- |
|                      | 1♣  | Passe | 1♠        |
| Passe                | 2♠  | Passe | 2SA [i 1] |
| Passe                | 4♠  | X     |           |
| 1. ↑ Enchère d'essai |     |       |           |
Le contre est ici assurément punitif. Sud n'a pas contré d'appel l'enchère de 2♠, quelle nouvelle information aurait-il reçu pour contrer d'appel soudainement celui de 4♠ ?
Autre exemple :
| Nord                       | Est   | Sud   | Ouest |
| -------------------------- | ----- | ----- | ----- |
| 1♣                         | Passe | 1♠    | Passe |
| 2♣[i 1]                    | X     | Passe | ?     |
| 1. ↑ Au moins 5 cartes à ♣ |       |       |       |
Ici, est-il possible que Est n'ait pas été en situation de contrer d'appel au 1er tour alors qu'il l'est au 2ème tour ? Oui, car il n'a probablement que 1 ou 2 ♠ et il redoutait au 1er tour que son partenaire ne s'emballe à ♠. Par contre, il a au moins 4 cartes dans chaque couleur rouge, et Ouest doit donc annoncer l'une de ces couleurs ou faire un cue-bid s'il a une main forte.
- Sur un fit non contraint des adversaires et au niveau d'une partielle, le contre est toujours d'appel[10]

Corollaire: Si un joueur est long à l'atout adverse, il ne doit pas contrer au palier de 1, 2 ou 3. Il doit attendre que son partenaire fasse un contre d'appel, et passer sur ce contre.
Exemple :
| Nord | Est   | Sud   | Ouest |
| ---- | ----- | ----- | ----- |
| 1♥   | Passe | 1♠    | Passe |
| 2♠   | X     | Passe | ?     |
Les adversaires se sont librement fittés à ♠. Est, n'avait pas contré au 1er tour, probablement parce qu'il n'avait pas de ♠. Son contre indique qu'il a les mineures. Ouest doit donc parler en général. S'il passe, il transforme le contre d'appel en contre punitif. Voici par exemple sa main:
 ♠ R D V 10 9 ♥ 4 2 ♦ 7 6 3 ♣ R 10 9
- Lorsque le partenaire a toujours passé, le contre d'une partielle à l'atout est toujours d'appel

Cette règle intervient notamment lorsque l'un des joueurs a contré plusieurs fois de plus et que son partenaire a toujours passé.
Exemple :
| Nord                                                                                    | Est   | Sud     | Ouest |
| --------------------------------------------------------------------------------------- | ----- | ------- | ----- |
| 1♣                                                                                      | Passe | Passe   | X     |
| 2♣[i 1]                                                                                 | Passe | Passe   | X     |
| Passe                                                                                   | Passe | 2♦[i 2] | X     |
| 1. ↑ Probablement 5 cartes à ♣ 2. ↑ Probablement 6 cartes à ♦ dans une main très faible |       |         |       | Ouest contre une 3ème fois afin d'obliger Est à montrer sa meilleure majeure
- Le contre d'une partielle à la couleur, avec les atouts placés avant l'adversaire, est toujours d'appel

Exemple:
| Nord | Est   | Sud   | Ouest |
| ---- | ----- | ----- | ----- |
| 1♦   | ♥     | 1♠    | X     |
| 2♦   | Passe | Passe | X     |
Ici, les cartes à ♦ de Ouest sont placées avant celles de Nord. Le 2ème contre de Ouest est donc bien d'appel. Vraisemblablement, Ouest n'a que 3 cartes à ♥ ce qui l'empêche de soutenir directement son partenaire, et il a aussi un beau ♣, et au moins l'ouverture.
- Lorsque la séquence adverse s'est terminée par l'annonce d'un contrat à SA, le contre est en général punitif. Ce n'est pas une règle à 100%, il y a des cas où ce contre est optionnel, mais il est dangereux de réenchérir lorsque les adversaires ne sont pas fittés, car votre camp a aussi de bonnes chances de ne pas l'être.

## Statistiques sur les Contre
Sur un grand nombre de donnes jouées dans des compétitions internationales notées en IMPs, on constate que 7,4% des contrats finaux ont été contrés. Le contre punitif final est rare à Sans Atout (2%) et beaucoup plus fréquent dans les contrats à la couleur, surtout dans les manches en mineures qui sont soupçonnées d'être défensives, c'est-à-dire déclarées afin d'empêcher l'adversaire de jouer son contrat normal.
Les annonces de contre informatif (surtout contre d'appel et contre spoutnik) apparaissent dans 28,2% des séquences d'enchères.
Le contre punitif est rare lorsque le camp qui remporte l'enchère finale a atteint librement son contrat, c'est-à-dire sans être gêné par les adversaires. Ceci se produit dans près de la moitié des cas, comme l'indiquent les statistiques de championnats internationaux:
| Type de séquence d'enchères                           | Pourcentage de cas concernés | Taux de succès des contrats | Taux de contrats contrés punitif |
| ----------------------------------------------------- | ---------------------------- | --------------------------- | -------------------------------- |
| Annonces non compétitives: un seul camp s'est exprimé | 46,5%                        | 70,6 %                      | 1,6 %                            |
| Contre informatif mais pas d'annonce des adversaires  | 4,5%                         | 64,8 %                      | 9,8 %                            |
| Enchères compétitives: les 2 camps ont annoncé        | 49,8 %                       | 58,2 %                      | 12,6 %                           |
| Toutes séquences confondues                           | 100 %                        | 64,3 %                      | 7,4 %                            |

Cette statistique vient corroborer un principe général : un contre d'une séquence d'enchères "libre", sans intervention adverse, est considéré comme étant d'appel. L'exception (rare) est le contre optionnel, par exemple sur un contrat de 4♠ annoncé sur une séquence brutale de type
1♠ - passe - 4 ♠ - X
Toutefois, si l'un des adversaires a contré au moins une fois dans la séquence, indiquant ainsi sa force ou sa répartition, le contre de son partenaire est souvent punitif, comme dans la séquence:
1♠ - X - 4 ♠ - X
Des statistiques plus détaillées montrent que le contre des adversaires, même sans annonce "positive" des adversaires, induit souvent le camp déclarant à modifier son contrat final. Ainsi, 
- après une séquence d'annonces où les adversaires ont toujours passé, le contrat de 3SA est déclaré dans 45% des manches
- lorsque les adversaires ont contré au cours des annonces, 3SA n'est déclaré que dans 23% des manches, remplacé en général par un contrat de 4♥ ou de 4♠, méfiance oblige.